# Eleccions regionals de Trentino-Tirol del Sud de 1978
Les eleccions regionals de Trentino-Tirol del Sud de 1978 per a escollir el primer Consell Regional del Trentino-Tirol del Sud se celebraren el 19 de novembre de 1978. La participació fou del 92,5%.

## Resultats

### Total regional
| Partits                                   | vots    | %     | Escons |
| ----------------------------------------- | ------- | ----- | ------ |
| Democràcia Cristiana Italiana             | 166.652 | 30,4  | 22     |
| Südtiroler Volkspartei                    | 163.502 | 29,8  | 21     |
| Partit Comunista Italià                   | 48.809  | 8,9   | 7      |
| Partit Popular Trentino Tirolès per la UE | 39.101  | 7,1   | 5      |
| Partit Socialista Italià                  | 34.590  | 6,3   | 4      |
| Neue Linke/Nuova Sinistra                 | 22.068  | 4,0   | 2      |
| Partit Socialista Democràtic Italià       | 14.605  | 2,7   | 2      |
| Moviment Social Italià-Dreta Nacional     | 12.812  | 2,3   | 2      |
| Partit Republicà Italià                   | 12.626  | 2,3   | 1      |
| Partit Liberal Italià                     | 8.016   | 1,5   | 1      |
| Democràcia Proletària                     | 6.567   | 1,2   | 1      |
| Sozialdemokratische Partei Südtirols      | 5.928   | 1,1   | 1      |
| Partei der Unabhängigen                   | 3.539   | 0,7   | 1      |
| Unió d'Independents pel Trentino          | 3.201   | 0,6   | -      |
| Concentració Italiana                     | 2.403   | 0,4   | -      |
| Soziale Fortschrittspartei Südtirols      | 2.047   | 0,4   | -      |
| Llista del Referèndum                     | 1.497   | 0,3   | -      |
| Total                                     | 547.963 | 100,0 | 70     |

Font: Regione Trentino-Alto Adige

### Província de Trento
| Partit                                    | vots    | %     | Escons |
| ----------------------------------------- | ------- | ----- | ------ |
| Democràcia Cristiana Italiana             | 137.847 | 49,0  | 18     |
| Partit Popular Trentino Tirolès per la UE | 36.820  | 13,1  | 5      |
| Partit Comunista Italià                   | 30.028  | 10,7  | 4      |
| Partit Socialista Italià                  | 25.645  | 9,1   | 3      |
| Neue Linke/Nuova Sinistra                 | 12.315  | 4,4   | 1      |
| Partit Republicà Italià                   | 9.742   | 3,5   | 1      |
| Partit Socialista Democràtic Italià       | 8.473   | 3,0   | 1      |
| Democràcia Proletària                     | 5.412   | 1,9   | 1      |
| Partit Liberal Italià                     | 5.091   | 1,8   | 1      |
| Moviment Social Italià-Dreta Nacional     | 5.028   | 1,8   | 1      |
| altres                                    | 4.698   | 1,7   | -      |
| Total                                     | 281.099 | 100,0 | 36     |

Font: Regione Trentino-Alto Adige

### Província de Bolzano
| Partits                               | voti    | %     | seggi |
| ------------------------------------- | ------- | ----- | ----- |
| Südtiroler Volkspartei                | 163.502 | 61,3  | 21    |
| Democràcia Cristiana Italiana         | 28.805  | 10,8  | 4     |
| Partit Comunista Italià               | 18.781  | 7,4   | 3     |
| Partit Socialista Italià              | 8.945   | 3,4   | 1     |
| Neue Linke/Nuova Sinistra             | 9.753   | 3,7   | 1     |
| Moviment Social Italià-Dreta Nacional | 7.784   | 2,9   | 1     |
| Partit Socialista Democràtic Italià   | 6.132   | 2,3   | 1     |
| Sozialdemokratische Partei Südtirols  | 5.928   | 2,2   | 1     |
| Partei der Unabhängigen               | 3.539   | 1,3   | 1     |
| altres                                | 13.695  | 5,1   | -     |
| Total                                 | 266.864 | 100,0 | 34    |

Font: Regió Trentino-Alto Adige